# Tephrina darmouni
Tephrina darmouni là một loài bướm đêm trong họ Geometridae.